# Ивоссо, Патрик
Па́трик Ивоссо (фр. Patrik Iwosso; 5 февраля 1982, Республика Конго) — конголезский футболист, защитник.

## Биография

### Клубная карьера
Начал профессиональную карьеру на родине в Республике Конго. С 2001 года по 2003 год выступал за «Интер» из Браззавиля и сыграл в чемпионате Конго 34 матча и забил 1 гол. Летом 2003 года подписал контракт с клубом «АмаЗулу» из города Дурбан. В сезоне 2003/04 «АмаЗулу» заняло последнее 16 место в чемпионате ЮАР и вылетела в первый дивизион. Всего за клуб он провёл 39 игр.
После Ивоссо играл за французский клуб «Туар Фоот 79». Также несколько месяцев Патрик находился в составе клуба «Монпелье», однако за клуб он так и не сыграл.
В октябре 2006 года был заявлен за луганскую «Зарю», подписав контракт сроком на один год. Ивоссо в «Заре» получил 47 номер. В команде тогда играло множество легионеров. 13 октября 2006 года дебютировал в чемпионате Украины в выездном матче против донецкого «Металлурга» (3:2). Главный тренер «Зари» Владимир Бессонов доверил Ивоссо отыграть всю игру, хотя после окончания поединка он сказал что, с поставленной задачей и своими прямыми обязанностями он справился, но в целом игру команды не усилил. 5 ноября 2006 года «Заря» одержала первую победу в сезоне 2006/07 в домашнем матче с симферопольской «Таврией» (1:0). После окончания игры он вместе с одноклубниками и старшим тренером команды Юрием Малыгиным исполнил танец.
В составе «Зари» он провёл меньше полугода и стал основным игроком, выступая на позиции правого защитника. Ивоссо стал одним из любимцев местных болельщиков, к тому же он получил прозвища — Вася и Максимка. Всего за клуб он сыграл 7 матчей, в которых отыграл полные 90 минут и получил 1 жёлтую карточку (в матче с «Ворсклой»). После того, как «Зарю» возглавил Александр Косевич он вместе с командой побывал на сборах, но в итоге был переведён в дубль и вскоре покинул клуб.
С 2008 года по 2010 год выступал за «Венисье» в любительском чемпионат Франции 2.

### Карьера в сборной
В 2001 году провёл 5 матчей за национальную сборную Конго.

## Личная жизнь
Кроме него, у его родителей есть ещё трое дочерей. По вероисповеданию — христианин.